# مسجد التين
مسجد التين هو واحد من اثنين من المساجد الرائعة في منطقة تامان ميني اندونيسيا انداه، المسجد الأخر هو مسجد ديبونيغورو،

## البناء
تم بناء مسجد التين في شهر أبريل من عام 1997، يحتل المسجد مساحة قدرها 70,000 متر مربع، ويتسع لحوالي 9,000 شخص ومصلي، واكتمل بناء مسجد التين في عام 1999، وافتتح أمام الجمهور والمصلين يوم السادس والعشرين من شهر نوفمبر عام 1999 .

## الاسم
اسم مسجد التين مأخوذ من سورة التين اوهي واحدة من سور القرآن الكريم والتي يبلغ ترتيبها 95 من بين سور القرآن الكريم، وكانت تسمية المسجد باسم سورة التين محاولة لاحياء ذكرى زوجة الرئيس السابق سوهارتو واسمها السيدة تيان.

## وصلات خارجية
- موقع مسجد التين على الخريطة
- البوم صور مسجد التين
- عن مسجد التين